# Jinhua
Jinhua (cinese: 金华; pinyin: Jīnhuá) è una città-prefettura della Cina nella provincia dello Zhejiang.